# 阿安恩斯冰川
73°27′48″S 68°24′1″E / 73.46333°S 68.40028°E
阿安恩斯冰川（英語：Arriens Glacier）是南極洲的冰川，位於帕爾默地，流經莫森陡崖的凱西冰川以南，根據澳大利亞的空中照片被繪入地圖，以隊中的地質年代學家命名。